# Journalisme sportif
Le journalisme sportif, ou journalisme de sport, est une spécialité du journalisme qui a pour objet la couverture médiatique des événements liés au sport.

## Définition de l'information sportive
L'information sportive présente un caractère particulier au sein du champ journalistique. Celle-ci présente en effet une ambivalence entre sa nature commerciale qui suppose une exclusivité pour son acquéreur et son caractère informatif qui suppose une liberté d'accès par tous.

## Histoire du journalisme sportif

### Histoire du journalisme sportif en France

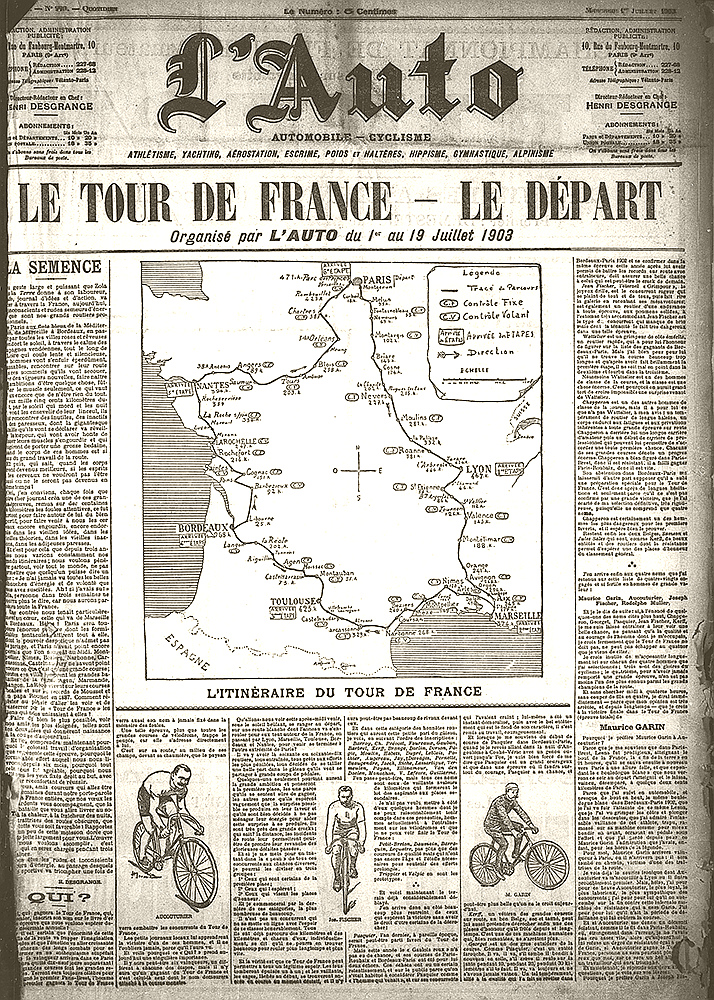
Une du quotidien L'Auto le 1 juillet 1903 annonçant le départ du Tour de France.

L'histoire du journalisme sportif débute dans le domaine de la presse écrite. Le premier journal consacré à l'actualité du sport est le bimensuel Le Sport, journal des gens du monde fondé par Eugène Chapus et publié à partir de 1854. Entre 1854 et 1905, la France voit la fondation de vingt-six titres de presse sportive.
De manière générale, ces premiers journaux mettent l'accent sur les disciplines du cyclisme, de l'athlétisme et sur les sports de pleine nature qui connaissent un développement considérable au XIXe siècle. Plusieurs compétitions de cyclisme sont même organisées par des entreprises de presse ou des journalistes sportifs. Ainsi, en 1896, Théodore Vienne crée la course Paris-Roubaix, L'Auto-Vélo organise la course Paris-Brest-Paris à partir de 1901 puis L'Auto organise le Tour de France à partir de 1903.

### Histoire du journalisme sportif aux États-Unis
Tout comme en France, l'histoire du journalisme sportif aux États-Unis commence dans le domaine de la presse écrite au XIXe siècle. Le quotidien The New York Herald, publié entre 1835 et 1966, est l'un des premiers quotidiens à inclure des pages consacrées au sport. En 1883, le quotidien The New York World devient le premier journal à disposer d'un département entièrement consacré au sport.
Les années 1880 à 1920 voient l'augmentation du nombre de pages consacrées à la couverture du sport au sein de la presse écrite. La proportion de pages consacrées au sport au sein d'un journal passe ainsi de 0,4% en 1880 à 20% en 1920. Les publications d'alors se concentrent essentiellement sur le commentaire sportif et la diffusion des résultats des différents matchs. C'est aussi à cette époque que sont installées les premières loges pour la presse (press box en anglais) sur les terrains de sport.

## Organisation de la profession
Au niveau professionnel, la notion de journalisme sportif couvre en fait plusieurs métiers. Animateur, présentateur, journaliste, journaliste reporter d'images, commentateur ou encore consultant sont autant de métiers pouvant être exercés en journalisme sportif. De même, il est possible d'exercer la profession sur plusieurs médias : presse écrite et en ligne, télévision, radio.
Dans la plupart des pays, les professionnels du journalisme de sport s'organisent collectivement sous la forme d'associations (par exemple, en France, l'Association internationale de la presse sportive qui regroupe diverses associations de la presse sportive) ou de syndicats (en France, il existe l'Union des Journalistes de Sport en France qui regroupe 3 100 adhérents en 2020). Certaines disciplines sportives disposent également de leurs propres associations réservées aux journalistes.

### Pendant les compétitions
Les compétitions sont régulièrement retransmises à la télévision, toujours en direct pour que l'issue du match soit inconnue. Les médias se concentrent sur les compétitions internationales. Elles sont souvent commentées par un duo composé d'une personne investie et d'un journaliste fournissant des explications moins teintées d'émotion. À partir des années 1990, la paire est complétée par un ancien sportif pouvant apporter son point de vue, ainsi que des anecdotes. L'essor de la télévision et le changement de structure des trios se traduit par une augmentation du nombre de commentateurs sportifs : chez Canal+, ils sont trois journalistes en 1984 (Michel Denisot, Charles Biétry et Roger Zabel) pour 65 consultants en 2005.
Le temps consacré aux émissions sportives à la télévision est en constante augmentation : 22 900 heures en 1998 dans le monde pour 556 118 heures en 2004. La majorité de ces émissions est diffusée sur des chaînes thématiques payantes, tandis que les volumes des programmes sportifs restent stables sur celles en clair. Les groupes de communication internationaux se font concurrence pour obtenir les droits exclusifs sur chaque compétition internationale, ce qui peut avoir des conséquences directes sur le sport. Par exemple, aux Jeux olympiques d'été de 2008, certaines épreuves d'athlétisme ont lieu en pleine nuit pour satisfaire les spectateurs des États-Unis, dont les chaînes ont payé le plus d'argent.

### À posteriori

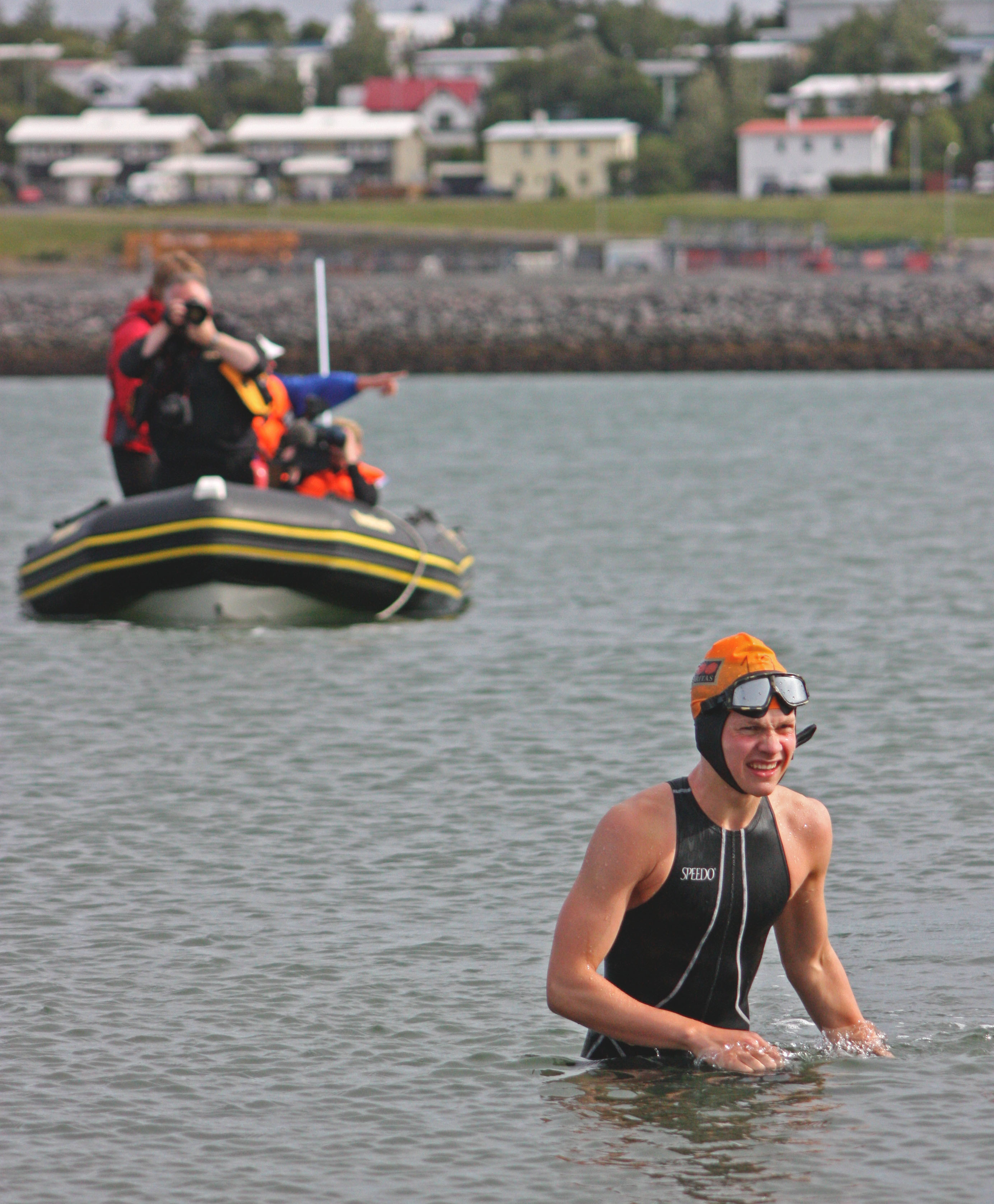
Un bateau de presse suivant un nageur.

Le journalisme suit le plus souvent les compétitions et les parcours de sportifs de haut niveau. Il se concentre relativement rarement sur les spécificités de la pratique, montrant plutôt l'image d'un sportif ordinaire étant particulièrement doué dans sa discipline.
À partir des années 1980, le paysage se transforme avec la meilleure couverture médiatique par la télévision, qui réduit les titres de la presse écrite quotidienne et donne plus de visibilité aux sponsors des équipes. Les médias sportifs écrits tendent, à partir de cette époque, à dépendre de la télévision, des entreprises sponsors et du milieu sportif lui-même, ce qui mène à une large couverture des sports déjà médiatisés (ou sports spectacle) et à une faiblesse relative des travaux d'investigation, surtout dans la presse quotidienne régionale. Ainsi, certaines disciplines se retrouvent complètement laissées de côté malgré de bonnes performances locales ou nationales, comme l'équipe de kayak française souvent championne du monde et rarement mise en avant dans les médias.

## Déontologie
La déontologie classique des médias s'applique au journalisme sportif.
De nombreux médias sportifs appartiennent à des groupes organisateurs d'événements : c'est par exemple le cas de L'Équipe, dont le propriétaire Amaury possède aussi Amaury Sport Organisation qui organise entre autres le Tour de France. Plus généralement, les médias sportifs tendent à dépendre fortement de la télévision, des entreprises sponsors et du milieu sportif lui-même, ce qui mène à une large couverture des sports déjà très médiatisés et à une faiblesse relative des travaux d'investigation, surtout dans la presse quotidienne régionale. Les quotidiens régionaux travaillent donc plutôt sur les affaires individuelles, tandis que les quotidiens nationaux se concentrent plus sur le dopage et les compléments alimentaires.
Les journalistes sportifs tendent également à avoir un parti-pris plus assumé que leurs homologues généralistes, notamment sur la question du dopage, surtout pour les affaires originales ou touchant des sportifs connus du grand public. Pour cette raison et à cause de fortes contraintes financières, la couverture journalistique porte sur une seule personne accusée ; elle ne remet que rarement en cause les institutions plus larges ayant pu mener à une campagne de dopage.

## Enjeux du journalisme sportif

### Légitimité au sein du journalisme
Le milieu du sport est parfois vu comme moins légitime que d'autres objets d'études pour les journalistes. Les journalistes du sport accèdent donc plus difficilement aux ressources classiques de leurs homologues généralistes.
En raison de l'aspect « passion » du métier, les journalistes sportifs vivent des contraintes particulières sur leurs conditions de travail, notamment par le besoin de traiter l'information le plus rapidement possible y compris sur des compétitions dans d'autres fuseaux horaires et par l'urgence des enquêtes.

### Place des femmes dans le journalisme sportif
Que ce soit en France ou aux États-Unis, les femmes n'ont pas toujours eu accès aux métiers du journalisme sportif. Les premières accèdent à la profession qu'à partir du milieu du XXe siècle. Aux États-Unis, il s'agit notamment de Jane Chastain (en), Donna De Varona ou encore de Jeannie Morris. En France, Marianne Mako est, en 1987, la première femme à occuper une fonction de chroniqueuse dans une émission sur le football.
La place des femmes dans la profession reste l'un des enjeux auxquels le journalisme sportif est actuellement confronté. En effet, le manque de diversité sexuelle au sein de la profession est souvent mis en avant dans le débat public car les hommes sont largement plus nombreux que les femmes à occuper un emploi dans le domaine du journalisme sportif. Malgré une tendance à la féminisation du domaine du journalisme sportif et du journalisme en général, les femmes journalistes sportifs ont tendance à occuper des fonctions de présentatrice ou d'animatrice plutôt que de journaliste ou de commentatrice.

### Changements de règles pour la médiatisation
Aux Jeux olympiques d'été de 2008, certaines épreuves d'athlétismes ont lieu en pleine nuit pour satisfaire les spectateurs des États-Unis, dont les chaînes ont payé le plus d'argent. Les médias poussent également l'utilisation de kimonos de couleur en arts martiaux plutôt que blancs pour qu'ils soient mieux visibles à l'écran, le port du maillot de bain plutôt que du short pour le beach-volley féminin, ou l'introduction de la règle du portage en touche au rugby parce qu'il est plus spectaculaire.